# Dialogus de musica
Dialogus de musica est un ouvrage de théorie de la musique écrit vers l'an 1000 par Pseudo-Odon de Cluny. Il existe de cet ouvrage une édition moderne en ligne, ainsi qu'une cinquantaine de copies manuscrites médiévales et certains fragments placés dans d'autres ouvrages.
Il a parfois été attribué par erreur à Odo d'Arezzo ou encore à Odon de Cluny. D'autres hypothèses ont porté sur Odon-de-Saint-Maur, magister à l'abbaye de Cluny, vers 992, puis Abbé de Saint-Maur-des-Fossés de 1006 à 1029.
Le livre qui, sous la forme pédagogique du dialogus entre maître et apprenti, est un traité d'apprentissage de l'écriture et de la lecture musicale, utilise la notation alphabétique et les différentes positions du monocorde.